# Cantone di Maubeuge-Nord
Il Cantone di Maubeuge-Nord era una divisione amministrativa dell'arrondissement di Avesnes-sur-Helpe.
È stato soppresso a seguito della riforma complessiva dei cantoni del 2014, che è entrata in vigore con le elezioni dipartimentali del 2015.
Comprendeva parte della città di Maubeuge e i comuni di:
- Assevent
- Bersillies
- Bettignies
- Élesmes
- Gognies-Chaussée
- Jeumont
- Mairieux
- Marpent
- Vieux-Reng
- Villers-Sire-Nicole